# 卡乌皮斯-赫伊基
卡乌皮斯-赫伊基（芬蘭語：Kauppis-Heikki），本名为赫伊基·卡乌皮宁（芬蘭語：Heikki Kauppinen，1862年6月7日—1920年9月3日）是一位多产的芬兰作家和小学教师。

## 文学创作
卡乌皮斯-赫伊基在年轻的时候就开始写作故事和诗歌。明娜·康特对卡乌皮斯-赫伊基的写作风格产生了兴趣，甚至给他提供了一份工作。他们渐渐地频繁通信并经常造访对方。尤哈尼·阿霍也是卡乌皮斯-赫伊基的好朋友及精神上的同志。
卡乌皮斯-赫伊基在1886年和1887年夏天时的职业是记者。他的文学作品刚开始时是发表在报刊上的短篇叙述性和描写性的文章，及自1886年起出版的四集名为《故事和事件》（Tarinoita ja tapahtumia）的书籍。在作品中他描述了北萨沃区的乡村人物，特别是时而严肃、时而调侃、但大体善意理解地描述了妇女。他想尽力推动较弱的性别一方的权利。在1880年代后期卡乌皮斯-赫伊基开始写作长篇的传记作品。
他在1904年被授予国家文学奖，1918年被授予了国家级作家退休金。

## 作品
- Äidin kuoltua, 1884
- Tarinoita, 1886
- Mäkijärveläiset, 1887
- Vilja, 1889
- Kirottua työtä 1891
- Laara, 1893
- Aliina, 1896
- Uran aukaisijat, 1904
- Tarinoita I–IV, 1886–1906
- Anaski, 1911
- Savolaisia, 1912
- Patahurjat, 1913
- Savolainen soittaja, 1915
- Kootut teokset I–V, 1920–1921